# Liougou
Liougou är en ort i Burkina Faso.   Den ligger i provinsen Gnagna Province och regionen Est, i den centrala delen av landet, 170 km nordost om huvudstaden Ouagadougou. Liougou ligger 271 meter över havet och antalet invånare är 1 269.
Terrängen runt Liougou är platt. Runt Liougou är det ganska tätbefolkat, med 134 invånare per kvadratkilometer.. Närmaste större samhälle är Siédougou, 5,0 km öster om Liougou.
Trakten runt Liougou består i huvudsak av gräsmarker.